# 物理化学期刊C
《物理化学期刊C》（Journal of Physical Chemistry C）是一辑每周出版的同行评审科学期刊,由美国化学会出版。
1997年以前期刊的名字是《Journal of Physical Chemistry》，由于研究领域的逐渐扩大，在1997年该期刊分为《Journal of Physical Chemistry A》（分子理论和实验物理化学），和《Journal of Physical Chemistry B》（固体、软物质和液体等）。2007年进一步分设《Journal of Physical Chemistry C》，用来发表快速发展的纳米科技和分子电子学有相关领域的学术成果。期刊研究领域包括:
- 纳米科学(纳米颗粒、纳米结构)
- 表面、界面和催化
- 电子传输、光学器件、电子器件
- 能源转化与存储

该期刊收录于化学文摘社(CAS)和大英图书馆。2022年，期刊影响因子(Impact factor, IF)为3.5
。

## 主编
- 2007–2019 George C. Schatz[2]
- 2020–至今 Joan-Emma Shea[3]